# Project Echo
Il Project Echo fu il primo esperimento di comunicazione satellitare passiva eseguito tramite due palloni satellitari che agivano come riflettori passivi di segnali a microonde.
I segnali di comunicazione, che venivano inizialmente trasmessi da una determinata posizione sulla Terra, venivano trasmessi sulla superficie del satellite per poi essere rimbalzati nuovamente ad un'altra posizione terrestre.
Il 12 Agosto 1960 furono inviate da Goldstone, California a Holmdel, New Jersey le prime trasmissioni Echo. L'ultimo satellite si è allontanato dalla propria orbita ed è bruciato nell'atmosfera il 7 giugno 1969.

## Panoramica
Il concetto di utilizzare i satelliti orbitali per trasmettere le comunicazioni era antecedente ai viaggi nello spazio. Nel 1945 fu proposto per la prima volta da Arthur C. Clarke e l'anno successivo, nel 1946, iniziarono gli esperimenti che utilizzavano la luna come stazione di passaggio riflettente passivo per i messaggi. In seguito, con il lancio del primo satellite artificiale Sputnik 1 avvenuto nel 1957, si sviluppò rapidamente l'interesse per le comunicazioni satellitari in orbita.
Nel luglio 1958, ad un incontro sulle comunicazioni satellitari sponsorizzato dall'US Air Force, l'ingegnere dei Bell Telephone Laboratories John R. Pierce fece una presentazione sul relay passivo dei satelliti, descrivendo come un corpo orbitante riflettente potesse essere usato per far rimbalzare le trasmissioni da un punto della Terra ad un altro. Anche William H. Pickering, direttore del Jet Propulsion Laboratory (JPL), partecipò alla conferenza suggerendo l'utilizzo di strutture del JPL (in particolare un'antenna polare di 26 metri di diametro installata vicino al Goldstone Dry Lake nel deserto del Mojave) per esperimenti con satelliti di questo tipo.
Nell'ottobre 1958, Pierce, insieme al collega ingegnere Rudolf Kompfner, eseguì un esperimento per osservare gli effetti di rifrazione atmosferica usando satelliti riflettenti a pallone. Credendo che l'esperimento avrebbe fatto avanzare la ricerca verso le comunicazioni transoceaniche satellitari, il 6 ottobre 1958 i due ingegneri presentarono un documento al National Symposium on Extended Range and Space Communication in cui sostenevano l'utilizzo dei suddetti riflettori di comunicazione passiva tramite i satelliti a pallone.
Lo stesso mese fu formata la National Aeronautics and Space Administration (NASA) e, due mesi dopo, il JPL fu trasferito dall'esercito degli Stati Uniti alla nuova agenzia. Echo, il primo progetto che riguardava i satelliti per le comunicazioni della NASA, fu ufficialmente delineato in una riunione del 22 gennaio 1959 a cui parteciparono rappresentanti della NASA, del JPL e dei Bell Telephone Laboratories che fissarono il lancio iniziale per settembre del 1959.

## Obiettivi
L'esperimento Echo, che aveva l'obiettivo di preparare e testare nuove tecnologie per le missioni future, venne progettato per dimostrare il potenziale delle comunicazioni satellitari e non quindi pensato per un sistema di comunicazione globale. Gli ingegneri lo utilizzarono per provare nuove idee e testare i limiti di aerodinamica, forma e dimensioni dei satelliti, materiali da costruzione, controllo della temperatura e localizzazione dei satelliti.
Echo è stato progettato, approvato e realizzato con i seguenti obiettivi:
- Osservare e misurare gli effetti della resistenza atmosferica
- Riflettere passivamente le trasmissioni a terra
- Dimostra le comunicazioni bidirezionali
- Dimostrare l'impegno per lo sviluppo di un programma spaziale americano
- Fornire un precedente per il sorvolo di altre nazioni da parte dei satelliti di sorveglianza

Ulteriori esperimenti, tra cui l'avvio di una conversazione telefonica bidirezionale avvenuta il 15 agosto 1960 e la trasmissione in diretta di un canale televisivo avvenuto nell'aprile 1962, vennero effettuati tramite il satellite. Tutti gli obiettivi prefissati furono raggiunti con successo.

## Stazioni di terra

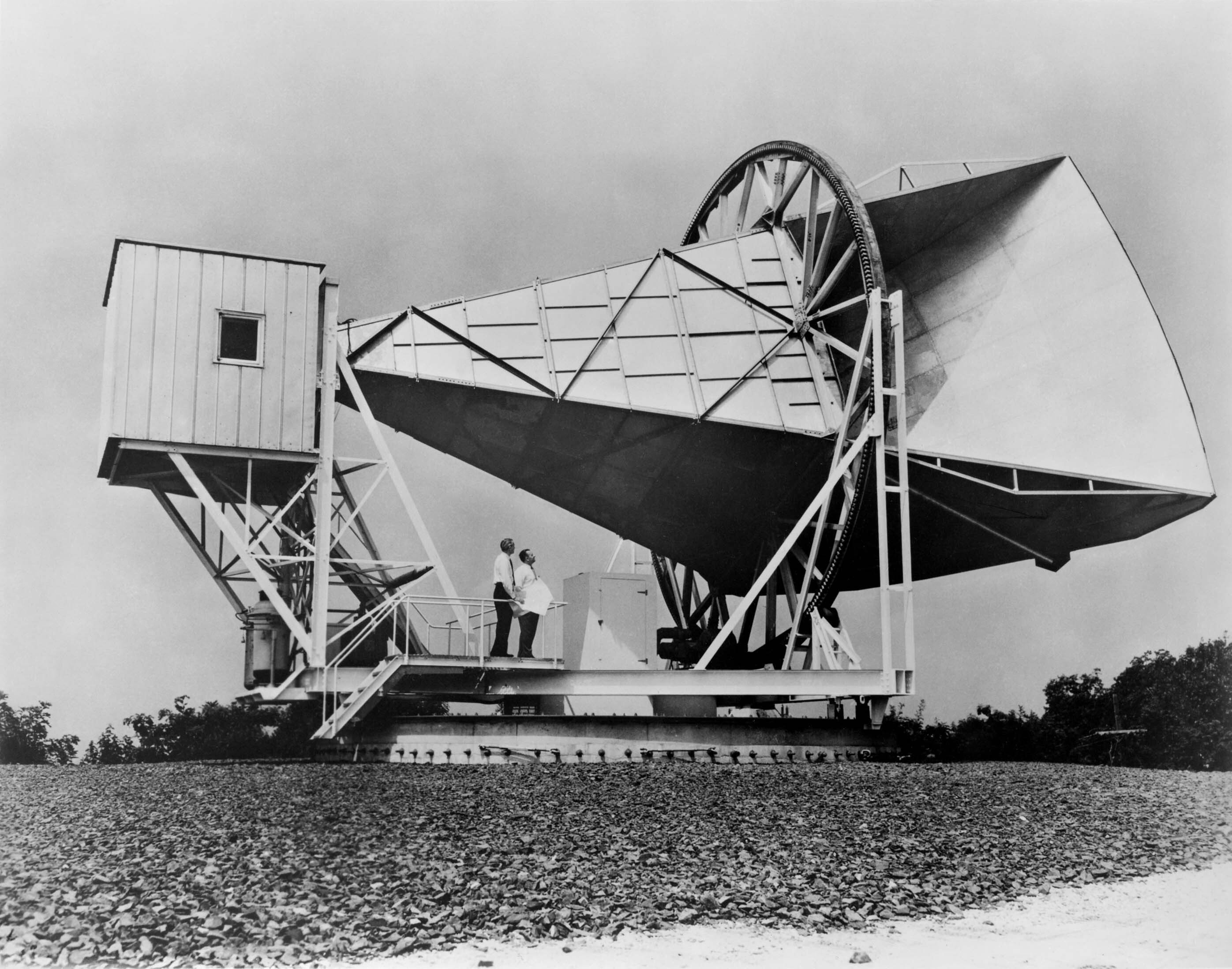
Antenna a tromba di Holmdel, costruita per Project Echo, e successivamente utilizzata per scoprire la radiazione cosmica di fondo a microonde.

Per testare Project Echo furono utilizzate due stazioni di terra: La struttura di Goldstone situata a Goldstone Dry Lake nel deserto del Mojave, in California e la struttura di Holmdel situata a Holmdel, nel New Jersey. Entrambi i siti utilizzavano antenne separate per la trasmissione e la ricezione delle informazioni.
Una prima trasmissione, inviata da ovest a est, partì da un'antenna parabolica di 26 metri di diametro costruita dal JPL e situata a Goldstone. In seguito i segnali furono ricevuti a Holmdel da un riflettore a tromba, noto per le sue proprietà a basso rumore, dal diametro di 6 × 6 metri. In questo caso venne selezionata una frequenza di trasmissione di 2390 megahertz, poiché questa era la banda di frequenza prevista per i futuri esperimenti satellitari.
Una seconda trasmissione, inviata da est a ovest, partì da un'antenna parabolica dal diametro di 18 metri situata a Holmdel e venne poi ricevuta dall'antenna del programma Pioneer situata a Goldstone. In questa trasmissione venne utilizzata una frequenza di trasmissione di 960,05 megahertz poiché il ricevitore JPL era rimasto sintonizzato su questa frequenza dal programma lunare Pioneer.
L'acquisizione e l'inseguimento dei satelliti sono stati realizzati seguendo tre metodi: ottico, slave digitale e radar automatico.
L'inseguimento ottico era il metodo più semplice ma poteva essere usato solo di notte, quando il Sole illuminava il satellite. In ogni sito erano montati sulla struttura dell'antenna dei telescopi a campo largo e stretto con una telecamera e le immagini trasmesse venivano mostrate a un servo operatore che controllava la posizione dell'antenna per tracciare il satellite. Quando l'inseguimento ottico non era disponibile, veniva usato un sistema informatico chiamato slave digitale che poteva acquisire e tracciare Echo. Il sistema riceveva i dati di tracciamento primari dalla rete di stazioni Minitrack della NASA, in seguito il computer emetteva comandi di puntamento direttamente dall'antenna. Il terzo metodo di tracciamento era un sottosistema radar a onda continua. Il radar non era adatto per l'acquisizione del satellite, ma una volta che Echo veniva acquisito dall'ottica o dallo slave digitale, i segnali radar potevano essere usati per eseguire l'inseguimento automatico.

## Navicelle spaziali
Le navicelle Echo (Echo 1, Echo 1A ed Echo 2), costruite dalla GT Schjeldahl Company di Gilmore Schjeldahl a Northfield, Minnesota, erano grandi sfere dalla pelle sottile che venivano gonfiate in orbita solo dopo aver lasciato l'atmosfera. Funzionavano da riflettore e non da ricetrasmettitore e avevano un diametro di circa 30 metri con una pelle sottile in Mylar (nome commerciale per polietilene tereftalato allungato o BoPET). Dopo la loro collocazione in un'orbita terrestre bassa, i segnali venivano inviati da una stazione terrestre, riflessi dalla loro superficie per poi essere riportati sulla Terra.
Poiché la superficie lucida di Echo rifletteva nella gamma della luce visibile, era facilmente visibile ad occhio nudo. Il veicolo spaziale fu soprannominato "satelloon" (una fusione tra le parole satellite e pallone) da quelli coinvolti nel progetto. Veniva usato per reindirizzare segnali telefonici, radiofonici e televisivi transcontinentali e intercontinentali. Durante l'ultima parte della sua vita, è stato utilizzato per valutare la fattibilità tecnica della triangolazione satellitare.

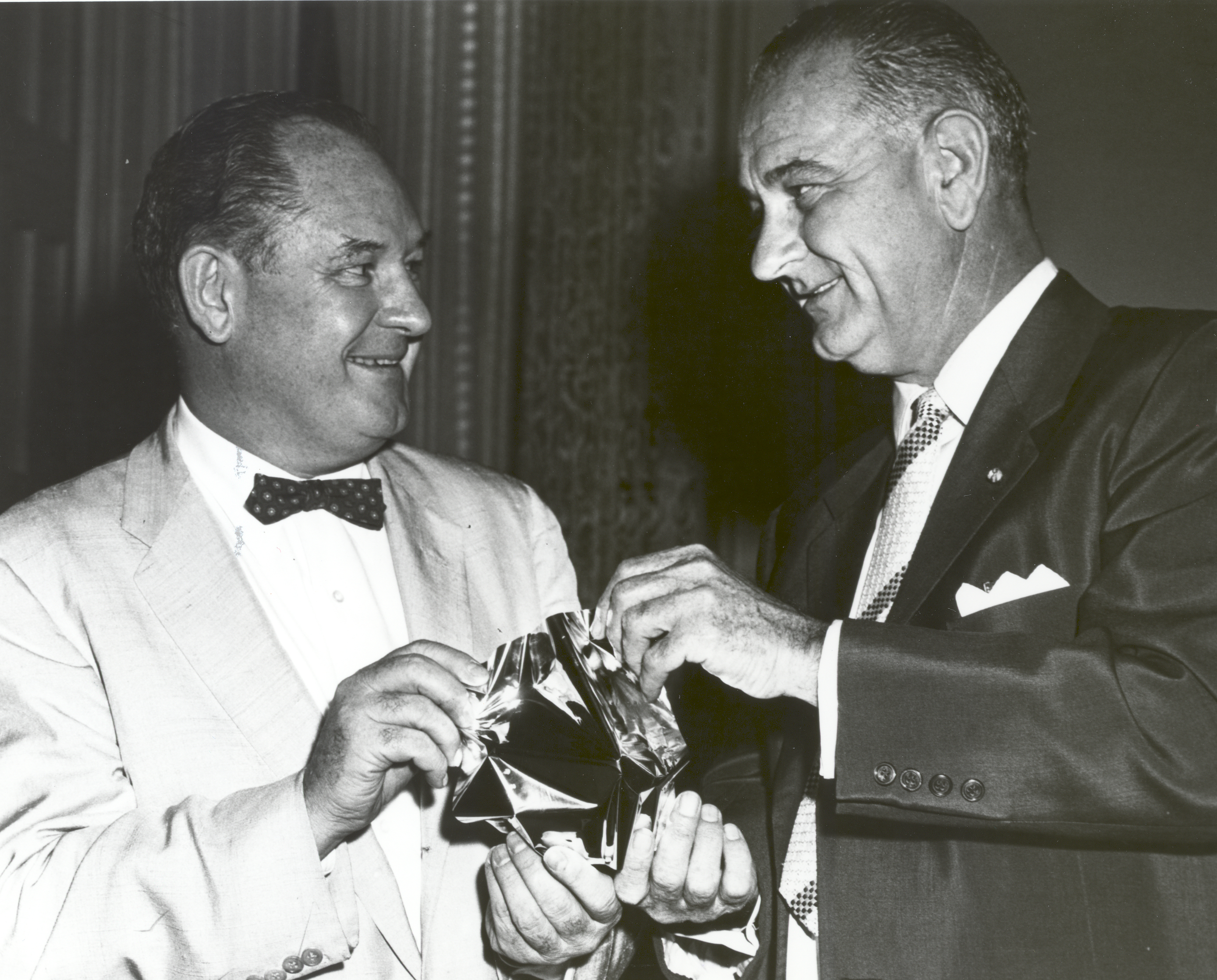
T. Keith Glennan mostra a Lyndon B. Johnson il film Mylar alluminizzato LBJ utilizzato per realizzare Echo I

### Echo 1
Echo 1 aveva un diametro di 30 metri con rivestimento non rigido fatto di Mylar spesso 12,7 µm, una massa totale di 180 kg e al lancio pesava 71 kg. Durante i test di gonfiaggio a terra, erano necessari 18.000 kg di aria per riempire il pallone, mentre quando era in orbita erano necessari solo alcuni kg di gas per riempire la sfera. Per affrontare il problema delle perforazioni da meteorite e mantenere la sfera gonfia, Echo 1 includeva un sistema make-up di gas di 15,12 kg che utilizzava due tipi di polveri sublimanti: 9,1 kg di antrachinone e 4,6 kg di acido benzoico. Aveva anche fari di telemetria a 107,9 MHz, alimentati da cinque batterie al nichel-cadmio che venivano caricate da 70 celle solari montate sul pallone. La navicella era utile per il calcolo della densità atmosferica e della pressione solare, grazie al suo grande rapporto area-massa.

### Echo 2
Echo 2 è stato un pallone satellitare di 41,1 metri di diametro, l'ultimo lanciato dal Progetto Echo. Per migliorare la sua scorrevolezza e sfericità, venne usato un sistema di gonfiaggio rivisto. A differenza di Echo 1, il rivestimento di Echo 2 era rigido, pertanto il pallone era in grado di mantenere la sua forma senza una pressione interna costante; non era necessaria una fornitura a lungo termine di gas di gonfiaggio e poteva facilmente resistere a colpi di micrometeoriti. Mentre il polimero era ancora in campo elastico, il pallone veniva rivestito con una pellicola di mylar di 9 µm di spessore tra due strati di foglio di alluminio di 4.5 µm gonfiato a una pressione che causava una leggera deformazione plastica degli strati metallici del laminato. In questo modo si ottenne un guscio sferico rigido e molto liscio. Un sistema di telemetria a fari tracciava il segnale satellitare, monitorava la temperatura della pelle del veicolo spaziale (tra -120 e +16 °C) e misurava la pressione interna del veicolo spaziale (tra 0,00005 mm di mercurio e 0,5 mm di mercurio) soprattutto durante le fasi iniziali di gonfiaggio. Il sistema consisteva in due gruppi di fari alimentati da pannelli a celle solari e aveva una potenza minima di 45 mW a 136,02 MHz e 136,17 MHz

## Voli
Per determinare se i meccanismi di lancio, dispiegamento ed espansione avrebbero funzionato vennero effettuati cinque test balistici suborbitali utilizzando il veicolo di prova Shotput. Il primo, Shotput 1, prese il volo alle 17:40 del 27 ottobre 1959 e inizialmente portò in orbita con successo il prototipo Echo ma, arrivato alla quota desiderata, una piccola quantità di gas residuo nelle pieghe del pallone si espanse violentemente facendolo scoppiare. La popolazione presente assistette a quelli che sembravano fuochi d'artificio lontani, mentre migliaia di pezzi di Mylar triturati riflettevano la luce del sole in uno spettacolo che è durato per circa 10 minuti. Furono effettuati altri quattro test di Shotput il 16 gennaio, il 27 febbraio, il 1º aprile e il 31 maggio 1960.
Il 13 maggio 1960 avvenne il primo tentativo di messa in orbita di un satellite Echo. La missione, che funse anche da viaggio inaugurale del veicolo di lancio Thor-Delta, fallì prima del dispiegamento del carico utile. Echo 1 partì correttamente dalla LC-17A di Cape Canaveral tramite lo stadio Thor ma, durante la fase di coasting, i getti di controllo dell'assetto sullo stadio Delta non ancora sperimentato non si accesero mandando il carico utile nell'Oceano Atlantico invece che in orbita.
Il 12 agosto 1960 Echo 1A (Echo 1) fu messo con successo in orbita tra i 1.519 e i 1.687 km da un altro Thor-Delta. Lo stesso giorno una trasmissione a microonde partita dalla struttura Goldstone del JPL in California è stata trasmessa al satellite per poi arrivare ai Bell Laboratories di Holmdel, New Jersey. Inizialmente ci si aspettava che, anche se le stime prevedevano la possibilità che avrebbe continuato ad orbitare fino al 1964 o oltre, Echo 1A non sarebbe sopravvissuto a lungo dopo il suo quarto tuffo nell'atmosfera avvenuto nel luglio 1963. Finì per sopravvivere molto più a lungo del previsto, e alla fine bruciò rientrando in atmosfera il 24 maggio 1968.
Il 25 gennaio 1964, Echo 2 fu lanciato su un veicolo di lancio Thor Agena. Oltre agli esperimenti di comunicazione passiva, fu usato per studiare la dinamica dei grandi veicoli spaziali e per la geodesia geometrica globale. Poiché era più grande e viaggiava in un'orbita quasi polare rispetto a Echo 1A, Echo 2 era vistosamente visibile ad occhio nudo. Bruciò rientrando in atmosfera il 7 giugno 1969.
Sia Echo 1A che Echo 2 sperimentarono un effetto di vela solare a causa delle loro grandi dimensioni e della bassa massa. I successivi satelliti di comunicazione passivi, come l'OV1-08 PasComSat, hanno risolto i problemi associati a questo fenomeno utilizzando un design a griglia-sferica piuttosto che una superficie coperta. Più tardi la NASA abbandonò del tutto i sistemi di comunicazione passivi, in favore dei satelliti attivi.

## Eredità

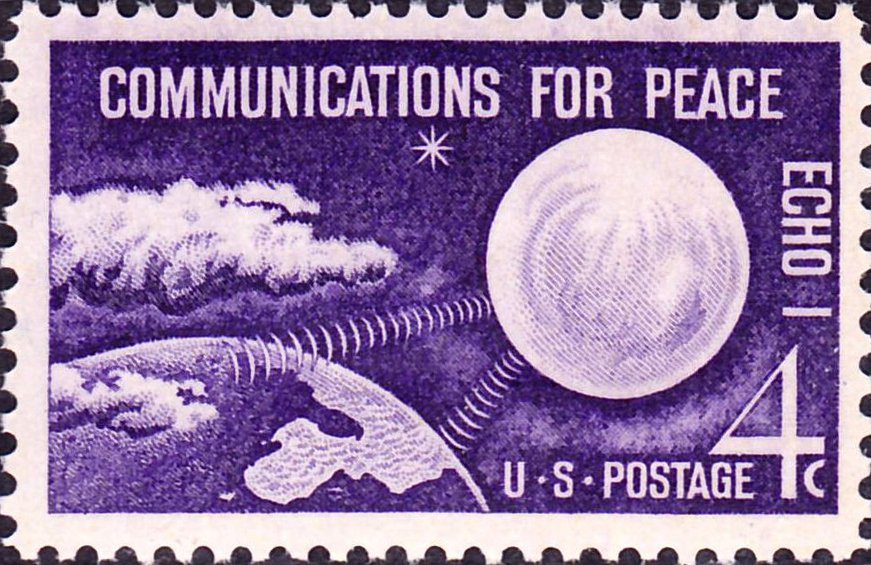
Francobollo Echo 1 – Emissione del 1960

Il progetto Echo facilitò con successo la prima trasmissione satellitare e le prime comunicazioni bidirezionali tra la struttura Goldstone del JPL e la struttura dei Bell Telephone Laboratories a Holmdel . Altri gruppi parteciparono agli esperimenti, tra cui la Collins Radio Company e il Naval Research Laboratory. Poiché Echo era solo un sistema passivo, fu utile principalmente per dimostrare il potenziale futuro delle comunicazioni satellitari e divenne obsoleto prima del suo deorbitamento nel 1968. Echo era noto al grande pubblico principalmente per la sua visibilità in quanto poteva essere visto di notte ad occhio nudo.
Il programma satellitare Echo ha anche fornito i punti di riferimento astronomici necessari per localizzare con precisione Mosca. Questa migliore accuratezza era ricercata dall'esercito statunitense allo scopo di puntare i missili balistici intercontinentali.
La grande antenna a tromba di Holmdel, costruita dai Bell Labs per il progetto Echo, fu poi utilizzata da Arno Penzias e Robert Woodrow Wilson per la loro scoperta della radiazione cosmica di fondo a microonde, vincitrice del premio Nobel.
Nel 15 dicembre 1960, l'U.S. Post Office ha emesso un francobollo raffigurante Echo 1.